# Mirjam Jäger
Mirjam Jäger (ur. 9 listopada 1982 w Zurychu) – szwajcarska narciarka dowolna specjalizująca się w halfpipe'e. Największy sukces w karierze osiągnęła w 2015 roku, kiedy zdobyła brązowy medal na mistrzostwach świata w Kreischbergu. Rok wcześniej wystąpiła na igrzyskach olimpijskich w Soczi, gdzie zajęła ósme miejsce. Najlepsze wyniki w Pucharze Świata osiągnęła w sezonie 2012/2013, kiedy to zajęła 20. miejsce w klasyfikacji generalnej a w klasyfikacji half-pipe'a była piąta.

## Osiągnięcia

### Igrzyska olimpijskie
| Miejsce | Dzień     | Rok  | Miejscowość | Konkurencja | Zwyciężczyni  |
| ------- | --------- | ---- | ----------- | ----------- | ------------- |
| 8.      | 20 lutego | 2014 | Soczi       | Halfpipe    | Maddie Bowman |

### Mistrzostwa świata
| Miejsce | Dzień       | Rok  | Miejscowość | Konkurencja | Zwyciężczyni        |
| ------- | ----------- | ---- | ----------- | ----------- | ------------------- |
| 11.     | 5 marca     | 2009 | Inawashiro  | Halfpipe    | Virginie Faivre     |
| 7.      | 5 lutego    | 2011 | Park City   | Halfpipe    | Rosalind Groenewoud |
| 8.      | 5 marca     | 2013 | Voss        | Halfpipe    | Virginie Faivre     |
| 3.      | 22 stycznia | 2015 | Kreischberg | Halfpipe    | Virginie Faivre     |

### Puchar Świata

#### Miejsca w klasyfikacji generalnej
- sezon 2003/2004: 62.
- sezon 2005/2006: 38.
- sezon 2007/2008: 64.
- sezon 2008/2009: 136.
- sezon 2010/2011: 82.
- sezon 2011/2012: 95.
- sezon 2012/2013: 20.
- sezon 2013/2014: 27.

#### Miejsca na podium
1. Contamines – 15 stycznia 2006 (halfpipe) – 2. miejsce
2. Contamines – 13 stycznia 2008 (halfpipe) – 3. miejsce
3. Cardona – 17 sierpnia 2013 (halfpipe) – 3. miejsce